# Aleksej Petrovič Cvetkov
Aleksej Petrovič Cvetkov (Алексей Цветков) (Ivano-Frankivsk, Ukrajina, 2. veljače 1947. – Holon, 12. svibnja 2022.) ruski je književnik. Pisao je pjesme i prozu te prevodio na ruski i s ruskog jezika (preveo je Shakespearova Hamleta).
Rodio se u ukrajinskom gradu Ivano-Frankivsku (ondašnjem Stanislavu) 1947. godine.
Pripada grupi samizdata «Московское время 1970-ih i 1980-ih. Dobitnik je nagrade Andreja Beloga.
U Hrvatskoj mu je izašlo djelo Šurik i rima u časopisu Hrvatskom slovu, u prijevodu Ivana Babića.
Knjige:
- Сборник пьес для жизни соло. — Энн Арбор: Ardis Publishing, 1978.
- Состояние сна. — Энн Арбор: Ардис, 1981.
- Эдем. — Энн Арбор: Ардис, 1985.
- Стихотворения. — СПб.: Пушкинский фонд, 1996.
- Дивно молвить: Собрание стихотворений. — СПб.: Пушкинский фонд, 2001.
- Просто голос: Поэма [в прозе]; эссе. — М: Независимая газета, 2002.
- Бестиарий. — Екатеринбург: Евдокия, 2004.
- Шекспир отдыхает. — СПб.: Пушкинский фонд, 2006.
- Эдем и другое. — М.: ОГИ, 2007.
- Имена любви. — М.: Новое издательство, 2007
- Атлантический дневник. — М.: Новое издательство, 2007
- Ровный ветер. — М.: Новое издательство, 2008.
- Сказка на ночь. — М.: Новое издательство, 2010.
- Детектор смысла. — М.: АРГО-РИСК, Книжное обозрение, 2010.